# NGC 579
NGC 579 је спирална галаксија у сазвежђу Троугао која се налази на NGC листи објеката дубоког неба.
Деклинација објекта је + 33° 36' 52" а ректасцензија 1h 31m 46,7s. Привидна величина (магнитуда) објекта NGC 579 износи 13,2 а фотографска магнитуда 13,9. NGC 579 је још познат и под ознакама UGC 1089, MCG 5-4-64, CGCG 502-103, KUG 0128+333, IRAS 01289+3321, PGC 5691.